# سامباینا
سامباینا (به لاتین: Sambaina) یک منطقهٔ مسکونی در ماداگاسکار است که در مانجاکاندریانا واقع شده‌است. سامباینا ۷٬۸۶۱ نفر جمعیت دارد و ۱٬۴۲۶ متر بالاتر از سطح دریا واقع شده‌است.